# ريكاردو لوبو
ريكاردو لوبو (بالبرتغالية: Ricardo Lobo‏) (20 مايو 1984 في كامبيناس في البرازيل – )؛ هو لاعب كرة قدم سابق كان يلعب كمهاجم.

## وصلات خارجية
- ريكاردو لوبو على موقع رابطة كرة القدم اليابانية للمحترفين (اليابانية)
- ريكاردو لوبو على موقع قاعدة بيانات كرة القدم.إي يو (الإنجليزية)
- ريكاردو لوبو على موقع Soccerway.com (الإنجليزية)
- ريكاردو لوبو على موقع عالم كرة القدم.نت (الإنجليزية)